# Jonas Lyduch
Jonas Lyduch (* 19. März 1980) ist ein dänischer Badmintonspieler. 

## Karriere
Jonas Lyduch gewann in Dänemark vier Nachwuchstitel. 2001 siegte er bei den Hungarian International im Herreneinzel. Im gleichen Jahr belegte er Rang drei bei den Norwegian International, ein Jahr später Rang zwei bei den Austrian International.

## Sportliche Erfolge
| Saison    | Veranstaltung                                    | Disziplin    | Platz | Name                                            |
| --------- | ------------------------------------------------ | ------------ | ----- | ----------------------------------------------- |
| 1991/1992 | Dänemark: Einzelmeisterschaften der Junioren U13 | Mixed        | 1     | Jonas Lyduch, Greve / Karina Sørensen, Hvidovre |
| 1993/1994 | Dänemark: Einzelmeisterschaften der Junioren U15 | Herreneinzel | 1     | Jonas Lyduch, Greve                             |
| 1995/1996 | Dänemark: Einzelmeisterschaften der Junioren U17 | Herreneinzel | 1     | Jonas Lyduch, Greve                             |
| 1996/1997 | Dänemark: Einzelmeisterschaften der Junioren U17 | Herreneinzel | 1     | Jonas Lyduch, Greve                             |
| 2001      | Hungarian International                          | Herreneinzel | 1     | Jonas Lyduch                                    |
| 2001      | Norwegian International                          | Herreneinzel | 3     | Jonas Lyduch                                    |
| 2002      | Austrian International                           | Herreneinzel | 2     | Jonas Lyduch                                    |